# Rue Jean-Hugues
La rue Jean-Hugues est une voie du 16e arrondissement de Paris, en France.

## Situation et accès
La rue Jean-Hugues est une voie privée située dans le 16e arrondissement de Paris. Elle débute au 160, rue de Longchamp et se termine en impasse.
Elle est située dans le prolongement de la rue de Montevideo.

## Origine du nom
Elle porte le nom du statuaire Jean Hugues (1848-1930).

## Historique
Initialement dénommée « rue Théry prolongée », cette rue prend sa dénomination actuelle par un arrêté du 13 avril 1931 puis est ouverte à la circulation publique par un arrêté du 23 juin 1959.

## Bâtiments remarquables et lieux de mémoire
- No 6 : Société odontologique de Paris.